# Biomimesis

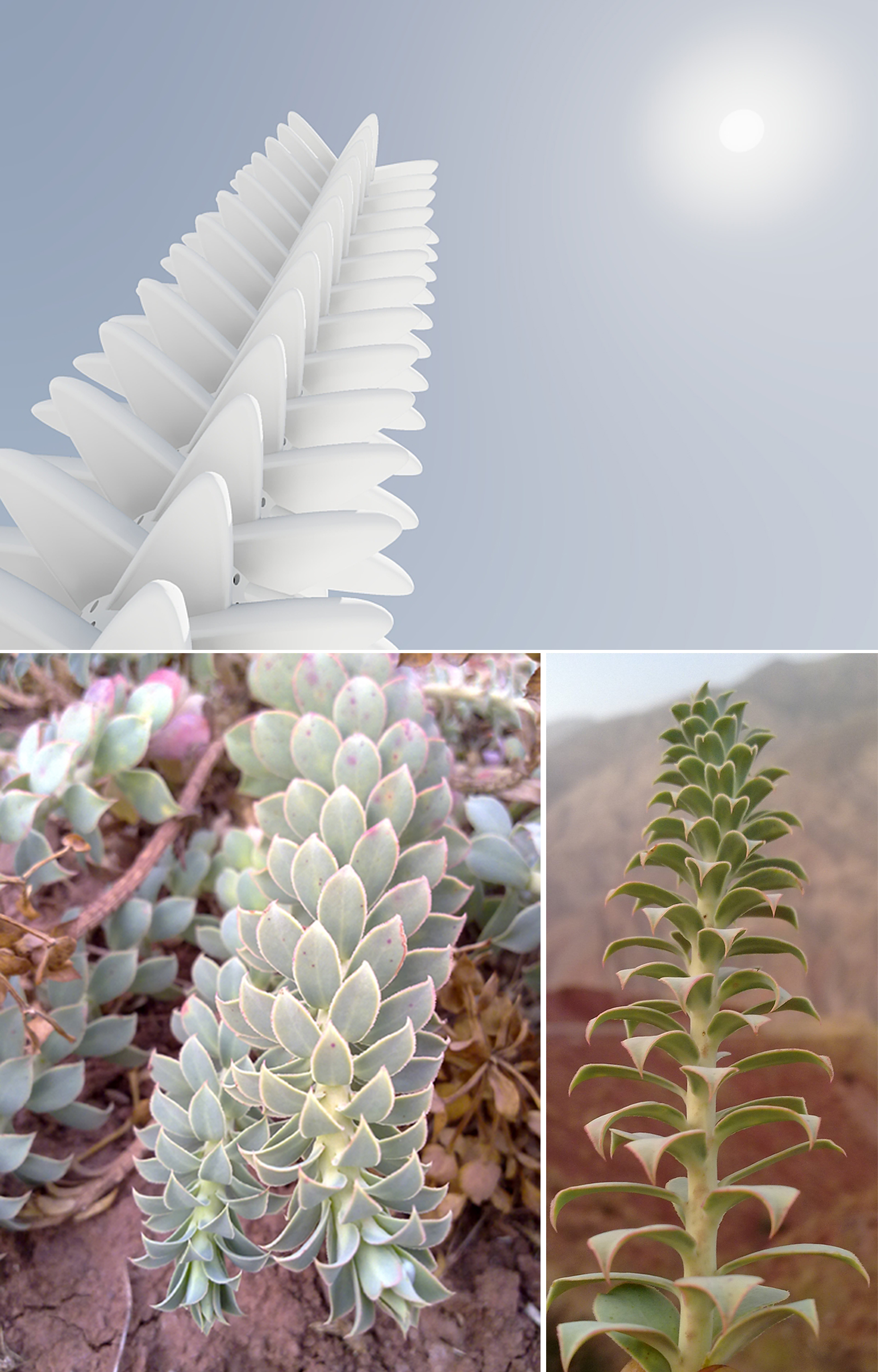
Diseño de un edificio energéticamente eficiente inspirado en la filotaxis de las plantas.

La biomímesis (de bio, "vida", y mimesis, "imitar"), también conocida como biomimética o biomimetismo, es la ciencia que estudia a la naturaleza, como fuente de inspiración de tecnologías innovadoras, para resolver aquellos problemas humanos que la naturaleza les ha presentado, a través de modelos de sistemas (mecánica) o procesos (química), o elementos que imitan o se inspiran en ella.

## Concepto
Biomímesis es el término más utilizado en literatura científica e ingeniería para hacer referencia al proceso de entender y aplicar a problemas humanos soluciones procedentes de la naturaleza, en forma de principios biológicos, de biomateriales de cualquier Actualmente, campos emergentes de la ciencia, como la nanotecnología y la ingeniería biomédica, están utilizando métodos de síntesis novedosos en el intento de imitar la síntesis de autoensamblaje con altos rendimientos que la naturaleza ha desarrollado durante millones de años.

## Objetivos
Este método tiene como objetivo mejorar la calidad de vida de la humanidad. Además se basa en la sostenibilidad socioeconómica, mediante el fundamento de que la naturaleza es el único modelo que perdura por millones de años. 
Otro fin importante es el compromiso ecológico que conlleva la biomímesis, de modo que la solución a los problemas ecológicos se encuentra en la optimización de la naturaleza; como por ejemplo el modo de filtrar el aire, limpiar el agua y nutrir el suelo. Esto implicaría que los sistemas sociales humanos y económicos, al imitar las soluciones dadas por la naturaleza, estén subordinados al entorno y no al contrario.
La naturaleza ha dado origen a lo largo de 3800 millones de años de evolución a estructuras de diseño óptimo que podemos imitar para propósitos humanos. La biomímesis estudia los modelos de la naturaleza e imita o se inspira en sus diseños y procesos para resolver los problemas humanos, consiste en aprender a diseñar tecnologías sostenibles adaptando estructuras desarrolladas por la naturaleza. Es una nueva forma de ver y valorar la naturaleza, que introduce una visión basada en lo que podemos aprender del medio natural.
Como consecuencia de esta rama de la ciencia nacieron los denominados plásticos biodegradables. Los plásticos sintéticos, como el conocido polietileno, están formados por polímeros derivados de sustancias del petróleo y tardan unos 500 años en degradarse por lo que no son susceptibles de asimilarse de nuevo en la naturaleza. En un tiempo en el que el petróleo es un recurso no renovable y casi agotado, y en el que tenemos consciencia de que los productos de su utilización son nocivos para el medio ambiente, nace la idea de un nuevo tipo de plástico, un nuevo material basado en un nuevo fenómeno base que conforma el polímero del plástico y que es capaz de volver a la naturaleza a través de los procesos de biodegradación y compostaje sin emitir contaminantes. 
Jorge Riechmann propone que la mejor vía para cumplir este propósito es cerrando los ciclos de materia, consumir en función de los ciclos naturales, minimizar el transporte y aumentar la autosuficiencia local, obtener la energía del sol en sus distintas manifestaciones, potenciar una alta interconexión biológica y humana, no producir compuestos tóxicos para el entorno (xenobióticos), acoplar nuestra velocidad a la de los sistemas naturales, actuar desde lo colectivo y acogerse al principio de precaución.

## Ejemplos
Investigadores en este campo aprenden e intentan emular a las termitas su habilidad para mantener virtualmente constante la temperatura y humedad de sus termiteros del África subsahariana, donde la temperatura exterior puede variar desde 3 °C hasta 42 °C (de 35 °F a 104 °F). El proyecto TERMES (Termite Emulation of Regulatory Mound Environments by Simulation) escaneó un termitero y creó una imagen 3D de su estructura, la cual reveló mecanismos de construcción susceptibles de ser utilizados en el diseño de edificios humanos. De hecho, el Eastgate Centre de Harare, Zimbabue, es un complejo de oficinas que se mantiene frío sin aire acondicionado y solo utiliza el 10 % de la energía de un edificio convencional de su tamaño. El Biomimicry Institute hace un estudio completo de este edificio.
El modelado de ecolocalización de los murciélagos en la oscuridad ha llevado al diseño de un bastón para los discapacitados visuales. Investigación en la Universidad de Leeds, en el Reino Unido, produjo el UltraCane, un producto fabricado, comercializado y vendido por Sound Foresight Ltd.
Janine Benyus afirma, "El primer nivel es imitar la forma natural. Pero se puede acceder a un segundo nivel, que es cuando se imita el proceso natural. Y un tercero, copiando el funcionamiento de los ecosistemas". Se refiere en sus libros a las arañas las cuales crean hilos de seda tan fuerte como el Kevlar utilizado en chalecos antibalas. Los ingenieros podrían utilizar dicho material, si tuviera una longitud suficiente, en cuerdas de paracaídas, cables de puente colgante, ligamentos artificiales para la medicina, y muchos otros fines.
El británico David Oakey, defensor del llamado "diseño inteligente" y apasionado estudioso de la biomimética. Creó en el año 2000 una línea de alfombras modulares basadas en los principios de esta ciencia, incorpora cierta estética orgánica, con dibujos ligeramente asimétricos y suaves diferencias de color. Un sistema modular de estas características permite ahorrar material, dado que en caso de deterioro de la alfombra se repone el módulo o baldosas con problemas, sin necesidad de tocar el resto.
Un grupo de investigadores de la Universidad de Arizona, trabaja en desglosar el modo en que las hojas de los vegetales capturan energía solar. Su objetivo es crear un dispositivo del tamaño de una célula, sensible a la luz, que funcione como una batería solar inspirada en el mecanismo de la fotosíntesis.
Jeffey Brinker ha mimetizado unos moluscos (abulones) para crear un vidrio transparente óptico superresistente en un proceso de fabricación silencioso y a baja temperatura. 
J. Herbert Waite está estudiando el mejillón azul, que se agarra a las rocas gracias a una sustancia adhesiva que puede hacer lo que la nuestra no puede; secarse y pegarse bajo el agua.
Andre Geim ha desarrollado una cinta adhesiva libre de pegamento, basada en la adherencia física, seca, de las plantas de las patas del geco, dotadas de pequeños filamentos que se adhieren a las superficies. Esto permitiría diseñar productos fácilmente desmontables sin contaminación con adhesivos.

### Traje de la NASA (Z-2)
En el 2014, la Administración Nacional de Aeronáutica y del Espacio (NASA) presentó tres diseños de trajes espaciales concebidos para resistir y permitir la habitabilidad en Marte. Estas propuestas se sometieron a una votación pública para seleccionar cual sería el preferido, mismo que sería sometido a pruebas durante el otoño de ese año. Uno de los diseños propuestos incorporaba el concepto de biomimética, tomando inspiración de la piel escamosa de ciertos peces. Esta aproximación reflejaba las cualidades de resistencia observadas en diversas criaturas terrestres y planteaba la posibilidad de aplicar principios naturales en la exploración espacial.
El proceso de votación contó con la participación de más de 230,000 votantes y culminó el 15 de abril con la selección del diseño del traje Z-2. Aunque el diseño biomimético recibió alrededor del 23% de los votos, finalmente fue superado por otra propuesta en la competencia. No obstante, este episodio destacó la relevancia de la biomimética como una fuente de inspiración para la exploración espacial y resaltó la idea de que la naturaleza podría proporcionar ideas cruciales para enfrentar los desafíos cósmicos.

### Videos (en inglés)
- Robert Full shows how human engineers can learn from animals' tricks.
- Janine Benyus: 12 sustainable design ideas from nature from TED - Ideas worth spreading.
- What is biomimicry ? in French, subtitled in English

- Datos: Q1145644
- Multimedia: Biomimetics / Q1145644